# Bombus tunicatus
Espèce
Bombus tunicatus est une espèce de bourdons que l'on trouve au Tibet, en Inde, au Pakistan et en Afghanistan.